# Gatesville (Texas)
Gatesville város az USA Texas államában, Coryell megyében, melynek megyeszékhelye is. Lakosainak száma 16 135 fő (2020. április 1.).

## Népesség
A település népességének változása:
| Lakosok száma | 434  | 15 751 | 16 135 |
|               | 1880 | 2010   | 2020   |